# Corina Dănilă

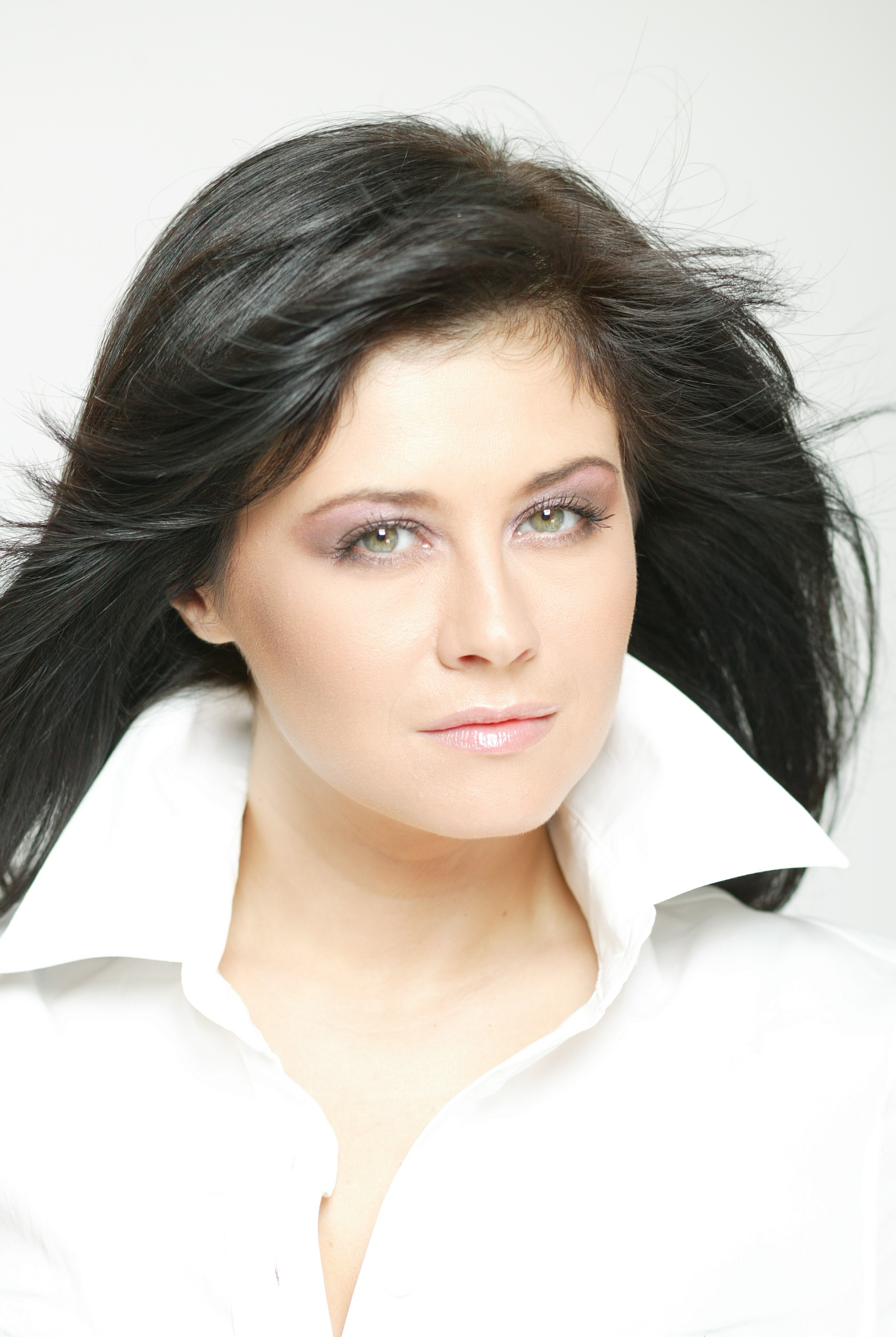
Corina Dănilă

Corina Dănilă (* 24. Januar 1972 in Pașcani) ist eine rumänische Fernseh- und Theaterschauspielerin, Moderatorin und Synchronsprecherin. Bekannt wurde sie im Jahr 1993 durch die Rolle der Mireasa in Crucea de paitră - ultimul bordel.

## Leben und Karriere
Dănilă wurde 1972 in Pașcani, Kreis Iași, geboren. Vor ihrer Karriere als Fernsehmoderatorin hatte sie mehrere kleine Gastauftritte in Theaterstücken, so etwa 1994 in Wassilissia von Maxim Gorki und Mița (in „D'ale carnavalului“ von I. L. Caragiale) im Jahr 2002. Ihre erste größere Rolle hatte sie in der Seifenoper „Crucea de paitră - ultimul bordel“ 1993.
Es folgten weitere Auftritte in Somnul insulei (1994) und Dark Asylum (2001). In der Telenovela Numai iubirea von 2004 spielte sie bis 2005 die Rolle der Ana Dogaru. 2006 war sie für kurze Zeit als Moderatorin des rumänischen Senders Euforia TV tätig. In den Filmen Cars (2006) und Cars 2 (2008) übernahm sie die rumänische Synchronstimme von Sally.
Nebenbei arbeitet sie als Fernsehmoderatorin und Nachrichtensprecherin bei den rumänischen Fernsehsendern Pro TV und TVR Internațional. 1999 zog Dănilă in die Republik Moldau und arbeitete dort beim Rundfunk Pro TV Cișhinău als Radiosprecherin. Im Jahr 2000 kehrte sie nach Bukarest zurück und arbeitete fortan als Moderatorin beim Sender Acasă.
Zu Beginn des 2010er-Jahre war Dănilă über mehrere Jahre hinweg Moderatorin beim Sender TVR 2. So moderierte sie u. a. „Topping“, eine Serie, in welcher die wöchentlichen Chartplatzierungen vorgestellt und bekannt gegeben werden. Seit Oktober 2014 moderiert sie die rumänische Fernsehshow Ieri-Azi-Mâine, die montags bis freitags zwischen 15:40 und 17:30 Uhr ebenfalls auf dem Fernsehsender TVR 2 ausgestrahlt wird.
2017 war Dănilă ein drittes Mal Synchronsprecherin der Sally Carrera in der rumänischen Version des Disney-Films Cars 3: Evolution.
Von 2003 bis 2008 war Dănilă mit Norris Măgean zusammen. Aus dieser Beziehung ging eine gemeinsame Tochter hervor.

## Theater
- 1994: Maxim Gorki - Nachtkorsar (Azilul de noapte) (Vasilisa, Regie: Ion Cojar) am Giulesti Theater
- 1994: A. P. Cehov - Platanov (Grekova, Regie: Ivan Helmer) am Bukarester Nationaltheater
- 1994: Richard Brinsley Sheridan - Rivalen (Rivalii) (Lydia Languish, Regie: Horea Popescu) am Bukarester Nationaltheater
- 2002: I. L. Caragiale - D'Carneval (D'ale carnavalului) (Mita Baston, Regie: Gelu Colceag) am Bukarester Nationaltheater
- 2015: Mick Davis - Paganini (Teresa Paginini, Regie: Mick Davis) am Bukarester Metropolis Theater
- 2015: Anca Sigartau - Ein weiteres Kabarett (Un altfel de cabaret) (Rosie, Regie: Anca Sigartau) am Bukarester Palasttheater
- 2016: Noel Coward - Eine ruhige Ehe (O casnicie linistita) (Amanda Prynne, Regie: Ștefan Ruxandra) am Elisabeththeater
- 2017: Vasile Alecsandri - Der Stein im Haus (Piatră din casă) (Marghiolita, Regie: Constantin Dicu) - Rumänisches Fernsehtheater
- 2018: Ion Băieșu - Der Autor ist in der Halle (Autorul e in sala) (Neli, Regie: Dan Tudor) am Bukarester Dramaturgie Theater

## Filmografie
- 1993: Crucea de paitră – ultimul bordel (Fernsehserie)
- 1994: Somnul insulei (Fernsehfilm)
- 1994: Dark Angel: The Ascent
- 2001: Dark Asylum (Fernsehfilm)
- 2003: Windfall
- 2004: Numai iubirea (Fernsehserie)
- 2006: Cars (Mașini), (Stimme der Sally)
- 2008: Cars 2 (Mașini 2), (Stimme der Sally)
- 2017: Cars 3: Evolution (Mașini 3), (Stimme der Sally)